# Crenea maritima
Crenea maritima là một loài thực vật có hoa trong họ Lythraceae. Loài này được Aubl. mô tả khoa học đầu tiên năm 1775.